# Florencia Molinero
Florencia Molinero (Rafaela, Santa Fe; 28 de noviembre de 1988) es una ex tenista profesional argentina. En su carrera ha ganado 7 títulos ITF de individuales y 11 de dobles. Forma parte del Equipo argentino de Fed Cup.

## Títulos

### Individuales (0)
| Leyenda               |
| Grand Slam (0)        |
| WTA Championships (0) |
| Premier (0)           |
| International (0)     |

#### Finalista (0)
| Leyenda                    |
| Grand Slam (0)             |
| WTA Tour Championships (0) |
| Premier (0)                |
| International (0)          |